# Климовка (Ростовская область)
Кли́мовка — хутор в Боковском районе Ростовской области.
Входит в состав Каргинского сельского поселения.

## География
Хутор находится у истока реки Гусынка (приток Чира).

## Население
| 1989 | 2002 | 2010 |
| ---- | ---- | ---- |
| 238  | ↘198 | ↘171 |

## Улицы
- ул. Гусынская,
- ул. Заречная,
- ул. Степная,
- ул. Школьная.

## Известные уроженцы
- Лиховидов, Семён Фёдорович (1918—2005) — советский военный деятель, генерал-майор, Герой Советского Союза.

## Достопримечательности
Территория Ростовской области была заселена еще в эпоху неолита. Люди, живущие на древних стоянках и поселениях у рек, занимались в основном собирательством и рыболовством. Степь для скотоводов всех времён была бескрайним пастбищем для домашнего рогатого скота. От тех времен осталось множество курганов с захоронениями  жителей этих мест. Курганы и курганные группы находятся на государственной охране.
Поблизости от территории хутора расположено несколько достопримечательностей – памятников археологии. Они охраняются в соответствии с Федеральным законом от 25.06.2002 N 73-ФЗ «Об объектах культурного наследия (памятниках истории и культуры) народов Российской Федерации», Областным законом от 22.10.2004 N 178-ЗС "Об объектах культурного наследия (памятниках истории и культуры) в Ростовской области", Постановлением Главы администрации РО от 21.02.97 N 51 о принятии на государственную охрану памятников истории и культуры Ростовской области и мерах по их охране и др. 
- Курган «Климовский II». Находится на расстоянии около 4,0 км к юго-востоку от хутора Климовка.
- Курган «Климовский III». Находится на расстоянии около 3,8 км к юго-западу от хутора Климовка.
- Курган «Климовский IV». Находится на расстоянии около 1,2 км к юго-западу от хутора Климовка.
- Курган «Климовский V». Находится на расстоянии около 2,2 км к западу от хутора Климовка.
- Курган «Климовский VI». Находится на расстоянии около 2,4 км к западу от хутора Климовка.
- Курганная группа «Климовский I» (2 кургана). Находится на расстоянии около 3,0 км к юго-востоку от хутора Климовка[4].